# 김경승
김경승(金景承, 일본식 이름: 金城景承가네시로 게이쇼, 1915년 ~ 1992년 2월 16일)은 대한민국의 조각가이며 본관은 설성이고 아호는 표천(瓢泉)이다.

## 생애
주요기념동상 대표작으로 〈이충무공동상(부산, 통영)〉, 〈맥아더장군상(인천)〉, 〈밴프리트장군상〉, 〈코울터장군상〉, 〈안중근의사상〉, 〈김성수선생상〉, 〈김활란박사상〉, 〈세종대왕상〉, 〈김구선생상〉, 〈김유신장군상〉이 있으며, 작품으로 〈목동〉, 〈유(流)〉, 〈희망〉, 〈사색〉, 〈평화〉, 〈정(靜)〉 등이 있다.

## 같이 보기
- 조선미술가협회
- 국립4·19민주묘지
- 김인승

## 참고자료
- 김경승(金景承) - 한국학중앙연구원
- 반민족문제연구소 (1993년 4월 1일). 〈김인승 : 도쿄미술학교 우등생이 친일에도 우등 (이태호)〉. 《친일파 99인 3》. 서울: 돌베개. ISBN 9788971990131.